# EdF Logroño
Az Escuelas de Fútbol de Logroño egy 2008-ban létrehozott női labdarúgócsapat. A Primera Federación tagja.

## Játékoskeret
2023. január 31-től
| #  |     | Poszt | Név                                            |
| -- | --- | ----- | ---------------------------------------------- |
| 1  | ESP | K     | Andrea de la Nava                              |
| 13 | ESP | K     | Raquel Poza                                    |
| 2  | CIV | V     | Fatou Coulibaly                                |
| 4  | ESP | V     | Rebeca Moreno                                  |
| 5  | ESP | V     | Paula Andújar                                  |
| 6  | CIV | V     | Bernadette Amani                               |
| 12 | BFA | V     | Alimata Bélem                                  |
| 16 | ESP | V     | Cristina Gey (kölcsönben a Sporting Huelvától) |
| 17 | RSA | V     | Leandra Smeda                                  |
| 25 | ESP | V     | Marta Masferrer                                |
| 27 | ESP | V     | Laura Martínez                                 |
| 29 | ESP | V     | Blanca Peñalver                                |
| 3  | ESP | KP    | Ainhoa López                                   |
| 7  | ESP | KP    | Ana Hernández                                  |

| #  |     | Poszt | Név              |
| -- | --- | ----- | ---------------- |
| 10 | COL | KP    | Marcela Restrepo |
| 15 | CIV | KP    | Ida Guehai       |
| 19 | ESP | KP    | Paula Moreno     |
| 22 | ESP | KP    | Iria Castro      |
| 27 | KEN | KP    | Cynthia Musungu  |
| 9  | ESP | CS    | Olga García      |
| 11 | AUT | CS    | Annelie Leitner  |
| 18 | MLI | CS    | Bassira Touré    |
| 20 | ESP | CS    | Lorena Valderas  |
| 21 | ESP | CS    | Aixa Salvador    |
| 24 | ESP | CS    | Aitana Muñoz     |
| 26 | ESP | CS    | Sofía Sánchez    |
| 28 | ESP | CS    | Marta López      |

## Korábbi híres játékosok
| - Inés Altamira - Laia Ballesté - Marta Cazalla - Isabel Longa - Judith Luzuriaga - Carol Marín - Leticia Méndez - Pierina Núñez - Andrea Palacios - Valeria Pascuet - Chini Pizarro - Silvia Ruiz - Ana Velázquez - Shameeka Fishley - Julie Tavlo Petersson | - Nothando Vilakazi - Jessica Aby - Rebecca Elloh - Jade Boho - Linda Nyman - Daniela Caracas - Madison Solow - Pamela Tajonar - Grace Asantewaa - Raquel Infante - Lova Lundin - Moa Öhman - Darina Bondarcsuk - Jana Malahova - Kika Moreno |